# StarBev
StarBev Group — міжнародна корпорація, що здійснює контроль і управління низкою пивоварних активів у Центральній і Східній Європі та є одним з лідерів регіонального ринку пива. Управлінська компанія в структурі приватного інвестиційного фонду CVC Capital Partners, який володіє зазначеними активами. Штаб-квартира розташована у Празі, Чехія. Провідним брендом компанії є чеська пивна торговельна марка Staropramen.

## Історія
Поштовхом до створення корпорації StarBev став продаж у грудні 2009 року світовим пивоварним лідером Anheuser-Busch InBev низки своїх активів в країнах Центральної та Східної Європи інвестиційному фонду CVC Capital Partners. Для забезпечення ефективного управління цими активами того ж місяця фондом було створено StarBev.
Новостворена компанія з моменту заснування стала одним з провідних гравців на ринку пива центральноєвропейського регіону — у трьох з семи країн, у яких представлена StarBev, компанія є лідером національного пивного ринку, на решті національних ринків вона займає 2-3 позиції.

## Структура активів
Компанія управляє пивоварними виробництвами у 7 країнах: Чехії, Угорщині, Хорватії, Сербії, Чорногорії, Болгарії та Румунії. Крім цього компанія має супутні активи у Словаччині та Боснії і Герцеговині.
До портфелю торговельних марок компанії входять 16 пивних власних брендів, відповідно до домовленостей з Anheuser-Busch InBev компанія також займається дистрибуцією та виробництвом за ліцензією пива 7 торговельних марок, які належать цій міжнародній корпорації, — Beck's, Stella Artois, Leffe, Hoegaarden, Belle Vue, Löwenbräu та Spaten.
Провідною власною торговельною маркою StarBev є Staropramen, один з найпопулярніших чеських пивних брендів, пиво якого продається на ринках десятків країн світу, а також виробляється за ліцензію за межами Чехії, зокрема в Україні — підприємствами, що входять до структури ПРАТ Абінбев Ефес Україна.
Загалом підприємства, контрольовані StarBev, здійснюють виробництво наступних власних торговельних марок:
| Чехія: - Staropramen - Braník - Velvet - Vratislav - Měšťan - Ostravar | Румунія: - Bergenbier - Noroc Угорщина: - Borsodi | Болгарія: - Каменица Хорватія: - Ožujsko - Tomislav | Сербія: - Jelen - Apatinsko Чорногорія: - Nikšićko |